# Candycoatedwaterdrops
Candycoatedwaterdrops is het tweede album van de Amerikaanse artieste Plumb. Het bevat de hitliedjes "Stranded", "God-Shaped Hole", "Late Great Planet Earth", "Here With Me" en "Damaged".

## Nummers
1. Late Great Planet Earth
2. Stranded
3. Here With Me
4. Lie Low
5. Phobic
6. God-Shaped Hole
7. Solace
8. Worlds Collide: A Fairy Tale
9. Damaged
10. Drugstore Jesus
11. Candycoatedwaterdrops